# Irina Belova (gymnast)
Irina Olegovna Belova (Russisch: Ирина Олеговна Белова) (Oblast Nizjni Novgorod, 28 december 1980) is een Russisch gymnaste.
Op de Olympische Zomerspelen 2000 in Sydney behaalde ze met het Russische team goud bij de Ritmische gymnastiek teamwedstrijd. 
1996: Baldó, Cabanillas, Giménez, Guréndez, Lamarca, Martínez ·
2000: Belova, Lavrova, Netejesova, Sjimanskaja, Tsjalamova, Zilber ·
2004: Beloegina, Glatskich, Koerbakova, Lavrova, Moerzina, Posevina ·
2008: Alijtsjoek, Gavrilenko, Gorboenova, Posevina, Sjkoerichina, Zoejeva ·
2012: Bliznjoek, Donskova, Doedkina, Makarenko, Nazarenko, Svastjanova ·
2016: Birjoekova, Bliznjoek, Maksimova, Tatareva, Tolkatsjova ·
2020: Dyankova, Kiryakova, Radukanova, Traets, Zafirova ·
2024: Guo, Hao, Huang, Wang, Ding